# 旧制中等教育学校の一覧 (鹿児島県)
学制改革前（第二次世界大戦前）の鹿児島県内での旧学制の中等教育学校の一覧である。

## 旧制中学校

### 公立
- 鹿児島県尋常中学校（1894年）⇒ 鹿児島県第一尋常中学校 ⇒ 鹿児島県第一中学校 ⇒（中学造士館から生徒転入。1・2・3年生は新設の分校に収容）⇒ 鹿児島県立鹿児島中学校 ⇒ 鹿児島県立第一鹿児島中学校 ⇒《新制》鹿児島県鹿児島高等学校 第五部 ⇒（統合）鹿児島県鶴丸高等学校 ⇒ 鹿児島県立鶴丸高等学校（1956年）
- 鹿児島県立中学造士館 ⇒【官立】鹿児島高等中学造士館（予科・予科補充科）⇒ 鹿児島県尋常中学造士館 ⇒ 鹿児島県中学造士館 ⇒ 鹿児島県第一中学校分校（新設。1～3年まで。4・5年は本校）⇒ 鹿児島県立鹿児島中学校分校 ⇒ 鹿児島県立第二鹿児島中学校（1906年）⇒《新制》鹿児島県鹿児島高等学校 第四部 ⇒（統合）鹿児島県甲南高等学校 ⇒ 鹿児島県立甲南高等学校（1956年）
- 鹿児島県尋常中学校第一分校（1897年）⇒ 鹿児島県第二尋常中学校 ⇒ 鹿児島県第二中学校 ⇒ 鹿児島県立川内中学校 ⇒《新制》鹿児島県川内高等学校 第一部 ⇒（統合）鹿児島県川内高等学校 ⇒ 鹿児島県立川内高等学校（1956年）
- 鹿児島県尋常中学校第二分校（1897年）⇒ 鹿児島県第三尋常中学校 ⇒ 鹿児島県第三中学校 ⇒ 鹿児島県立加治木中学校 ⇒《新制》鹿児島県加治木高等学校 第二部 ⇒（統合）鹿児島県加治木高等学校 ⇒ 鹿児島県立加治木高等学校（1956年）
- 鹿児島県第四中学校（1900年）⇒ 鹿児島県立川辺中学校 ⇒《新制》鹿児島県川辺高等学校 第一部 ⇒（統合）鹿児島県川辺高等学校 ⇒ 鹿児島県立川辺高等学校（1956年）
- 鹿児島県立志布志中学校（1909年）⇒《新制・統合》鹿児島県志布志高等学校 ⇒ 鹿児島県立志布志高等学校（1956年）
- 鹿児島県立大島中学校（1916年）⇒ 臨時北部南西諸島政庁立大島中学校 ⇒《新制》奄美群島政府立大島高等学校 ⇒ 琉球政府立大島高等学校 ⇒ 鹿児島県大島高等学校 ⇒ 鹿児島県立大島高等学校（1956年）
- 私立福山中学校（1918年）⇒ 鹿児島県福山中学校 ⇒ 福山町外十七カ町村組合立福山中学校 ⇒ 鹿児島県立福山中学校 ⇒《新制》鹿児島県立福山高等学校 ⇒（統合・改組）鹿児島県立牧之原高等学校 ⇒ 鹿児島県立福山高等学校（1987年）
- 鹿児島県立出水中学校（1919年）⇒《新制》鹿児島県出水高等学校 第二部 ⇒（統合）鹿児島県出水高等学校 ⇒ 鹿児島県立出水高等学校（1956年）
- 鹿児島県立鹿屋中学校（1922年）⇒《新制》鹿児島県鹿屋高等学校 第二部 ⇒（統合）鹿児島県鹿屋高等学校 ⇒ 鹿児島県立鹿屋高等学校（1956年）
- 鹿児島県立大口中学校（1922年）⇒《新制》鹿児島県大口高等学校 第二部 ⇒（統合）鹿児島県大口高等学校 ⇒ 鹿児島県立大口高等学校（1956年）
- 鹿児島県立指宿中学校（1922年）⇒《新制》鹿児島県指宿高等学校 第一部 ⇒（統合）鹿児島県指宿高等学校 ⇒ 鹿児島県立指宿高等学校（1956年）
- 鹿児島県立伊集院中学校（1923年）⇒《新制》鹿児島県伊集院高等学校 ⇒ 鹿児島県立伊集院高等学校（1956年）
- 鹿児島県立第一鹿児島中学校分校（1926年）⇒ 鹿児島県立種子島中学校（1929年）⇒《新制》鹿児島県種子島高等学校 第二部 ⇒（1949年：統合）鹿児島県種子島高等学校 ⇒（2006年：統合）鹿児島県立種子島高等学校
- 鹿児島市立中学校（1940年）⇒《新制》鹿児島市高等学校 第一部 ⇒（統合）鹿児島県玉龍高等学校 ⇒ 鹿児島市立鹿児島玉龍高等学校（1957年） ⇒ 鹿児島市立鹿児島玉龍中学校・高等学校（2006年）
- 鹿児島県立履正中学校（1943年：夜間中学）⇒《新制》鹿児島県鹿児島高等学校 第六部 ⇒（統合）鹿児島県鶴丸高等学校（定時制課程夜間部）⇒（夜間部が独立）鹿児島県立日新高等学校（定時制）⇒（1968年：全日制化） 鹿児島県立鹿児島西高等学校

### 私立
- 鹿児島中学校（1929年）⇒（新制・統合）津曲学園高等学校 ⇒ 鹿児島高等学校（1950年）

## 高等女学校

### 公立
- 鹿児島県立高等女学校（1902年）⇒ 鹿児島県立第一高等女学校 ⇒《新制》鹿児島県高等学校 第三部 ⇒（統合）鹿児島県鶴丸高等学校 ⇒ 鹿児島県立鶴丸高等学校（1956年）
- 鹿児島県立第二高等女学校（1910年：鹿児島県女子師範学校に併設）⇒《新制》鹿児島県鹿児島高等学校 第二部 ⇒（統合）鹿児島県甲南高等学校 ⇒ 鹿児島県立甲南高等学校（1956年）
- 薩摩郡立実科高等女学校（1913年）⇒ 薩摩郡立高等女学校（1918年）⇒ 鹿児島県立川内高等女学校 ⇒《新制》鹿児島県川内高等学校 第二部 ⇒（統合）鹿児島県川内高等学校 ⇒ 鹿児島県立川内高等学校（1956年）
- 加世田村立女子技芸学校（1912年）⇒ 川辺郡立実科高等女学校 ⇒ 鹿児島県成淑高等女学校（1920年）⇒ 鹿児島県立加世田高等女学校 ⇒《新制・統合》鹿児島県立加世田高等学校 ⇒（加世田農業高等学校を分離）鹿児島県加世田高等学校 ⇒ 鹿児島県立加世田高等学校（1956年）
- 姶良郡立国分実科高等女学校（1913年）⇒ 姶良郡高等女学校（1920年）⇒ 鹿児島県立国分高等女学校 ⇒《新制》鹿児島県立国分高等学校
- 高山村立女子実業補習学校（1895年）⇒ 肝属郡立肝付高等女学校（1921年）⇒ 鹿児島県立高山高等女学校 ⇒《新制》鹿児島県高山高等学校 ⇒ 鹿児島県立高山高等学校 ⇒（2015年：改組）鹿児島県立楠隼中学校・高等学校
- 出水町立出水実科高等女学校（1914年）⇒ 出水郡立出水高等女学校（1921年）⇒ 鹿児島県立出水高等女学校 ⇒《新制》鹿児島県出水高等学校 第三部 ⇒（統合）鹿児島県出水高等学校 ⇒ 鹿児島県立出水高等学校（1956年）
- 伊佐郡立伊佐実科女学校（1919年）⇒ 鹿児島伊佐実科高等女学校 ⇒ 鹿児島伊佐高等女学校（1921年）⇒ 鹿児島県立大口高等女学校 ⇒《新制》鹿児島県大口高等学校 第三部 ⇒（統合）鹿児島県大口高等学校 ⇒ 鹿児島県立大口高等学校（1956年）
- 鹿児島県立伊作高等女学校（1923年）⇒《新制》鹿児島県立伊作高等学校 ⇒ 鹿児島県立吹上高等学校（1956年）
- 裁縫専修科（1897年）⇒ 阿久根女学校 ⇒ 阿久根女子職業学校 ⇒ 阿久根村立鹿児島県阿久根高等女学校（1923年）⇒ 鹿児島県立阿久根高等女学校 ⇒《新制》鹿児島県阿久根高等学校 第二部 ⇒ 鹿児島県阿久根高等学校 ⇒ 鹿児島県立阿久根高等学校 ⇒（2005年：統合）鹿児島県立鶴翔高等学校
- 末吉村立実科女学校（1921年）⇒ 鹿児島県末吉高等女学校（1924年）⇒《新制》鹿児島県末吉高等学校 ⇒ 鹿児島県立末吉高等学校 ⇒（2004年：統合）鹿児島県立曽於高等学校
- 指宿高等女学校（1926年）⇒ 鹿児島県立指宿高等女学校 ⇒《新制》鹿児島県指宿高等学校 第二部 ⇒（統合）鹿児島県指宿高等学校 ⇒ 鹿児島県立指宿高等学校（1956年）
- 鹿児島県枕崎実科高等女学校（1924年）⇒ 鹿児島県枕崎高等女学校（1927年）⇒ 鹿児島県立枕崎高等女学校 ⇒《新制》鹿児島県枕崎高等学校 第二部 ⇒（改組）鹿児島県枕崎高等学校 ⇒ 鹿児島県立枕崎高等学校（1950年）
- 鹿屋町立女子実業補習学校（1924年）⇒ 鹿児島県鹿屋実科高等女学校 ⇒ 鹿児島県鹿屋高等女学校（1930年）⇒ 鹿児島県立鹿屋高等女学校 ⇒《新制》鹿児島県鹿屋高等学校 第三部 ⇒（統合）鹿児島県鹿屋高等学校 ⇒ 鹿児島県立鹿屋高等学校（1956年）
- 名瀬村立名瀬実科高等女学校（1917年）⇒ 名瀬町立名瀬実科高等女学校 ⇒ 鹿児島県奄美高等女学校（1930年）⇒ 鹿児島県立奄美高等女学校 ⇒ 臨時北部南西諸島政庁立 奄美高等女学校 ⇒《新制》臨時北部南西諸島政庁立 大島高等学校 第二部 ⇒ 奄美群島政府立 大島高等学校 第二部 ⇒ 奄美群島政府立 大島女子高等学校 ⇒ 琉球政府立 大島女子高等学校 ⇒ 鹿児島県大島女子高等学校 ⇒（統合）鹿児島県大島実業高等学校 ⇒ 鹿児島県立大島実業高等学校 ⇒ 鹿児島県立奄美高等学校（1970年）
- 鹿児島県志布志実科高等女学校（1920年）⇒ 鹿児島県立志布志高等女学校（1935年）⇒《新制・統合》鹿児島県志布志高等学校 ⇒ 鹿児島県立志布志高等学校（1956年）
- 加治木村立実科高等女学校（1912年）⇒ 加治木町立実科高等女学校 ⇒ 鹿児島県加治木高等女学校（1936年）⇒ 鹿児島県立加治木高等女学校 ⇒《新制》鹿児島県加治木高等学校 第三部 ⇒（統合）鹿児島県加治木高等学校 ⇒ 鹿児島県立加治木高等学校（1956年）
- 北種子村立女子実業補習学校（1902年）⇒ 北種子村立女子職業学校 ⇒ 西之表町立女子職業学校 ⇒ 鹿児島県西之表高等女学校（1939年）⇒ 鹿児島県種子島高等女学校 ⇒ 鹿児島県立種子島高等女学校 ⇒《新制》鹿児島県種子島高等学校 第三部 ⇒（1949年：統合）鹿児島県立種子島高等学校
- 鹿児島市立高等女学校（1940年）⇒（鶴嶺高等女学校を吸収合併）⇒《新制・統合》鹿児島市高等学校 第三部 ⇒（統合）鹿児島県玉龍高等学校 ⇒ 鹿児島市立鹿児島玉龍高等学校（1957年） ⇒ 鹿児島市立鹿児島玉龍中学校・高等学校（2006年）
  - 鶴嶺女学校（1896年：私立）⇒ 鶴嶺高等女学校（1920年）⇒（1940年、鹿児島市に移管）⇒（1946年、鹿児島市立高等女学校に併合）
- 大島郡東方村立古仁屋家政女学校（1930年）⇒ 鹿児島県古仁屋実科高等女学校 ⇒ 鹿児島県古仁屋高等女学校（1943年）⇒《新制》古仁屋町実業高等学校 ⇒ 瀬戸内学校組合立古仁屋高等学校 ⇒ 奄美群島政府立古仁屋高等学校 ⇒ 鹿児島県立古仁屋高等学校（1953年）
- 川辺村立実科高等女学校（1915年）⇒ 川辺実科高等女学校 ⇒ 川辺町立川辺高等女学校（1943年）⇒ 鹿児島県立川辺高等女学校 ⇒《新制》鹿児島県川辺高等学校 第二部 ⇒（統合）鹿児島県川辺高等学校 ⇒ 鹿児島県立川辺高等学校（1956年）
- 垂水実科高等女学校（1925年）⇒ 鹿児島県垂水高等女学校（1943年）⇒《新制》鹿児島県立垂水高等学校
- 知覧村立実科高等女学校（1921年）⇒ 知覧町立高等女学校（1943年）⇒《新制・統合》鹿児島県知覧高等学校 ⇒ 鹿児島県薩南高等学校 ⇒ 鹿児島県立薩南工業高等学校（1959年）
- 鹿児島県知名高等女学校（1943年）⇒《新制・統合》知名町立実業高等学校 ⇒（統合）沖永良部学校組合立沖永良部高等学校 ⇒ 鹿児島県立沖永良部高等学校（1953年）
- 亀津町立高等女学校（1946年）⇒《新制・統合》亀津町・東天城村・天城村組合立徳之島高等学校 ⇒ 臨時北部南西諸島政府立 徳之島高等学校 ⇒ 奄美群島政府立 徳之島高等学校 ⇒ 徳之島高等学校連合教育委員会 徳之島高等学校 ⇒ 鹿児島県立徳之島高等学校 ⇒（統合）鹿児島県立綜合高等学校 ⇒ 鹿児島県立徳之島高等学校（1956年）
- 鹿児島県串木野公民学校（1928年）⇒ 鹿児島県串木野家政女学校 ⇒ 鹿児島県公立青年学校日置郡串木野家政女学校 ⇒ 鹿児島県串木野実科高等女学校 ⇒《新制》鹿児島県串木野高等学校 ⇒ 鹿児島県立串木野高等学校（1956年）
- 西串良村立農業補習学校（1903年）⇒ 串良実業女学校 ⇒《新制》鹿児島県串良高等学校 ⇒（1950年：県立移管）鹿児島県串良商業高等学校 ⇒ 鹿児島県立串良商業高等学校（1956年）
- 鹿児島県小根占実科高等女学校（1926年）⇒ 鹿児島県小根占村立小根占実業学校 ⇒ 鹿児島県根占実業学校 ⇒ 鹿児島県立根占農林学校 ⇒《新制・統合》鹿児島県南大隅高等学校 ⇒ 鹿児島県立南大隅高等学校（1956年）
- 鹿児島女子実業補習学校（1894年）⇒ 鹿児島女子徒弟興業学校 ⇒ 鹿児島市立女子興業学校 ⇒《新制》鹿児島市高等学校 第二部 ⇒ 鹿児島県鹿児島商業高等学校 ⇒ 鹿児島県鹿児島女子高等学校 ⇒ 鹿児島女子高等学校（1957年）
- 西串良村立農業補習学校（1903年）⇒ 串良実業女学校（1923年）⇒《新制》鹿児島県串良高等学校 ⇒ 鹿児島県串良商業高等学校 ⇒ 鹿児島県立串良商業高等学校（1956年）
- 蒲生村立女子実業補習学校（1905年）⇒ 蒲生村立女子職業学校 ⇒ 鹿児島県蒲生女子職業学校 ⇒ 鹿児島県蒲生高等実業女学校 ⇒《新制》鹿児島県蒲生高等学校 ⇒ 鹿児島県立蒲生高等学校（1956年）
- 上東郷村立東郷女子実業補習学校（1908年）⇒ 上東郷村立東郷実践女学校 ⇒《新制・東郷青年学校と統合》上東郷村立東郷高等学校 ⇒ 東郷町立東郷高等学校 ⇒ 鹿児島県立東郷高等学校（1966年）⇒（1987年、閉校）
- 鹿児島県喜入実科高等女学校（1924年）⇒（1932年：廃校）

### 私立
- 鹿児島高等女学校（1923年）⇒《新制・統合》津曲学園高等学校 ⇒ 鹿児島高等学校（1950年）
- 大島高等女学校（1923年）⇒（1934年：廃校）
- 聖名女学校（1933年）⇒ 鹿児島純心高等女学校（1941年）⇒《新制》鹿児島純心女子高等学校
- 錦江高等女学校 ⇒（1933年：廃校）
- 千台女学校（1904年：薩摩郡平佐村）⇒ 鹿児島県高等千台女学校（1930年）⇒（1948年：廃校）
- 鹿児島和洋裁縫女学校（1927年）⇒《新制》鹿児島城西高等学校

## 実業学校
官立
- 鹿児島県立商船学校 ⇒ （運輸省所管）官立鹿児島商船学校 ⇒ 大島商船学校へ併合

公立
- 鹿児島郡立工業徒弟学校 ⇒ 鹿児島県立工業学校 ⇒ 鹿児島県立鹿児島工業学校 ⇒ 鹿児島県鹿児島高等学校第一部 ⇒ 鹿児島県鹿児島工業高等学校 ⇒ 鹿児島県立鹿児島工業高等学校
- 鹿児島簡易商業学校 ⇒ 鹿児島市立商業学校 ⇒ 鹿児島市立鹿児島商業学校 ⇒ 鹿児島市立工業学校 ⇒ 鹿児島市立鹿児島商業学校 ⇒ 鹿児島市高等学校第三部 ⇒ 鹿児島市立鹿児島商業高等学校
- 鹿児島県尋常師範学校付属専科農業講習所 ⇒ 鹿児島県簡易農学校 ⇒ 鹿児島県農学校 ⇒ 鹿児島県鹿屋農業高等学校 ⇒ 鹿児島県立鹿屋農業高等学校
- 鹿児島県加世田農業学校 ⇒ 鹿児島県立加世田農業高等学校 ⇒ 鹿児島県立加世田常潤高等学校
- 知覧村立工業徒弟学校 ⇒ 鹿児島県立薩南工業高等学校
- 鹿児島県出水町立出水実業学校 ⇒ 鹿児島県出水実業学校 ⇒ 鹿児島県立出水実業学校 ⇒ 鹿児島県出水高等学校第一部 ⇒ 鹿児島県出水実業高等学校 ⇒ 鹿児島県立出水工業高等学校
- 鹿児島県立市来農芸学校 ⇒ 鹿児島県市来農芸高等学校 ⇒ 鹿児島県立市来農芸高等学校
- 川町立鹿児島県岩川工業高校 ⇒ 鹿児島県立岩川工業学校 ⇒ 鹿児島県立岩川高等学校
- 鹿屋市立鹿屋工業学校 ⇒ 鹿屋市高等学校 ⇒ 鹿児島県立鹿屋工業高等学校
- 精華学校（私立）⇒ 精華商業学校（私立）⇒ 国分商業学校 ⇒ 国分農業学校 ⇒ 国分実業高等学校 ⇒ 国分市立国分中央高等学校 ⇒ 霧島市立国分中央高等学校
- 鹿児島県頴娃村立高等公民学校 ⇒ 鹿児島県頴娃村立頴娃青年学校 ⇒ 鹿児島県立頴娃工業学校 ⇒ 鹿児島県立頴娃高等学校
- 鹿児島県立商船水産学校 ⇒ 鹿児島県枕崎高等学校第一部 ⇒ 鹿児島県枕崎水産高等学校 ⇒ 鹿児島県立枕崎水産高等学校 ⇒ 鹿児島県立鹿児島水産高等学校
- 鹿児島県伊佐農林学校 ⇒ 鹿児島県伊佐農林高等学校 ⇒ 鹿児島県立伊佐農林高等学校
- 鹿児島実業中学館 ⇒ 鹿児島実業学校 ⇒ 鹿児島実業高等学校

## 青年学校・補習学校・徒弟学校
- 亀津町立青年学校 ⇒ 亀津町立実業高等学校 ⇒ 亀津町・東天城村・天城村組合立徳之島高等学校 ⇒ 臨時北部南西諸島政府立徳之島高等学校 ⇒ 奄美群島政府立徳之島高等学校 ⇒ 鹿児島県立徳之島高等学校 ⇒ 鹿児島県立綜合高等学校亀津教場 ⇒ 鹿児島県立徳之島高等学校亀津校舎 ⇒ 鹿児島県立徳之島高等学校

## その他
- 鹿児島夜間中等学校 ⇒ 鹿児島総合中等学校夜間中学 ⇒ 鹿児島総合中等学校（全日制）・鹿児島実科中等学校（夜間商業学校）・鹿児島敬天工業学校（夜間学校） ⇒ 鹿児島敬天中学校
- 県立第一鹿児島中学校 ⇒ 鹿児島県立履正中学校 ⇒ 鹿児島県立鹿児島高等学校定時制 ⇒ 鹿児島県立鹿児島西高等学校定時制
- 博約義塾 ⇒ 博約鉄道学校 ⇒ 鹿児島鉄道学校 ⇒ 鹿児島鉄道高等学校 ⇒ 鹿児島商工高等学校 ⇒ 樟南高等学校